# Филипповка (Ульяновская область)
Филипповка (тат. Филипп, чув. Эврелпуç) — село в Мелекесском районе Ульяновской области. Через село протекает р. Малый Авраль.
Входит в состав Новосёлкинского сельского поселения. Ежегодно проходят сабантуи и дни татарского языка и культуры.

## История
В 1780 году в деревне Филиповка, при озере, крещёных чуваш, проживало 13 ревизских душ.
В 1901 году в с. Филипповка, на средства общества и пожертвования миссионерского комитета, была построена деревянная однопрестольная КОСМОДАМИАНСКАЯ ЦЕРКОВЬ. 
В 1929 году на территории с. Филипповка Филипповского сельского Совета образовались два колхоза «Дамир» и «Путь Ленина», Мелекесского района, Ульяновской области. В 1957 г. колхоз «Путь Ленина» переименован в колхоз «Знамя Ленина». В 1959 году в состав колхоза «Знамя Ленина» влились два колхоза «Дамир» и «Дружба» (с. Кудряшовка). С 09.12.1992 г. – Сельскохозяйственный производственный кооператив (СПК) «Филипповский» Мелекесского района. 
В 1930 году был образован колхоз имени Муссабекова Филипповского сельского Совета, Мелекесского района, Ульяновской области. В 1938 году – переименован в колхоз «имени 1-е Мая». С 30.11.1992 г. – реорганизован в Сельскохозяйственный производственный кооператив (СПК) «1-е Мая». 

## Население
| 1859 | 1889  | 1897  | 1910  | 2002 | 2010 |
| ---- | ----- | ----- | ----- | ---- | ---- |
| 1508 | ↗2054 | ↘2036 | ↗2811 | ↘726 | ↗730 |

## Инфраструктура
- Средняя школа им. С.А. Насырова (1925)
- Детский сад
- Мечеть (1991)
- Медресе (2001)
- Церковь (2020)